# Doug McGibbon
 (signalé en août 2025).
Si vous disposez d'ouvrages ou d'articles de référence ou si vous connaissez des sites web de qualité traitant du thème abordé ici, merci de compléter l'article en donnant les références utiles à sa vérifiabilité et en les liant à la section « Notes et références ».
- Archive Wikiwix
- Bing
- Cairn
- DuckDuckGo
- E. Universalis
- Gallica
- Google
- G. Books
- G. News
- G. Scholar
- Persée
- Qwant
- (zh) Baidu
- (ru) Yandex
- (wd) trouver des œuvres sur Wikidata

Pour les articles homonymes, voir McGibbon.
Douglas McGibbon, plus connu sous le nom de Doug McGibbon (né le 24 février 1919 à Netley dans le Hampshire, et mort le 25 octobre 2002 à Aylesbury dans le Buckinghamshire), est un joueur de football anglais qui évoluait au poste d'attaquant.

## Palmarès
Bournemouth & Boscombe Athletic
- Championnat d'Angleterre D3 :
  - Meilleur buteur : 1948-49 (30 buts).